# Rheumaptera inanata
Rheumaptera inanata är en fjärilsart som beskrevs av Hugo Theodor Christoph 1880. Rheumaptera inanata ingår i släktet Rheumaptera och familjen mätare. Inga underarter finns listade.